# Nuvole di ieri
Nuvole di ieri è un album discografico del gruppo musicale italiano Randone, pubblicato nel 2004 dalla etichetta discografica Electromantic Music.

## Tracce
1. Preludio
2. Partenza
3. Prima notte
4. Piano il sonno giunge
5. Chiaro mattino
6. La strada
7. Amsterdam
8. Al bar di Regina Mary
9. Raccolgo un sasso nero
10. Confuso e smarrito cerco una strada
11. Buona notte mio dolce amore
12. La casa maledetta
13. Vento tra le foglie
14. Un vecchio che voleva morire
15. La danza dell'uomo di pietra
16. Il fantasma del musicista
17. Il risveglio
18. Nuvole di ieri (Reprise)

## Formazione
- Nicola Randone: voce, chitarra acustica 12 corde
- Riccardo Cascone: batteria e percussioni
- Marco Crispi: chitarra elettrica solista
- Maria Modica: voce in Buona Notte

special guest
- Beppe Crovella: grand piano, moog, mellotron, Hammond B3
- Daniel Martinez: bass